# Rufus Wainwright

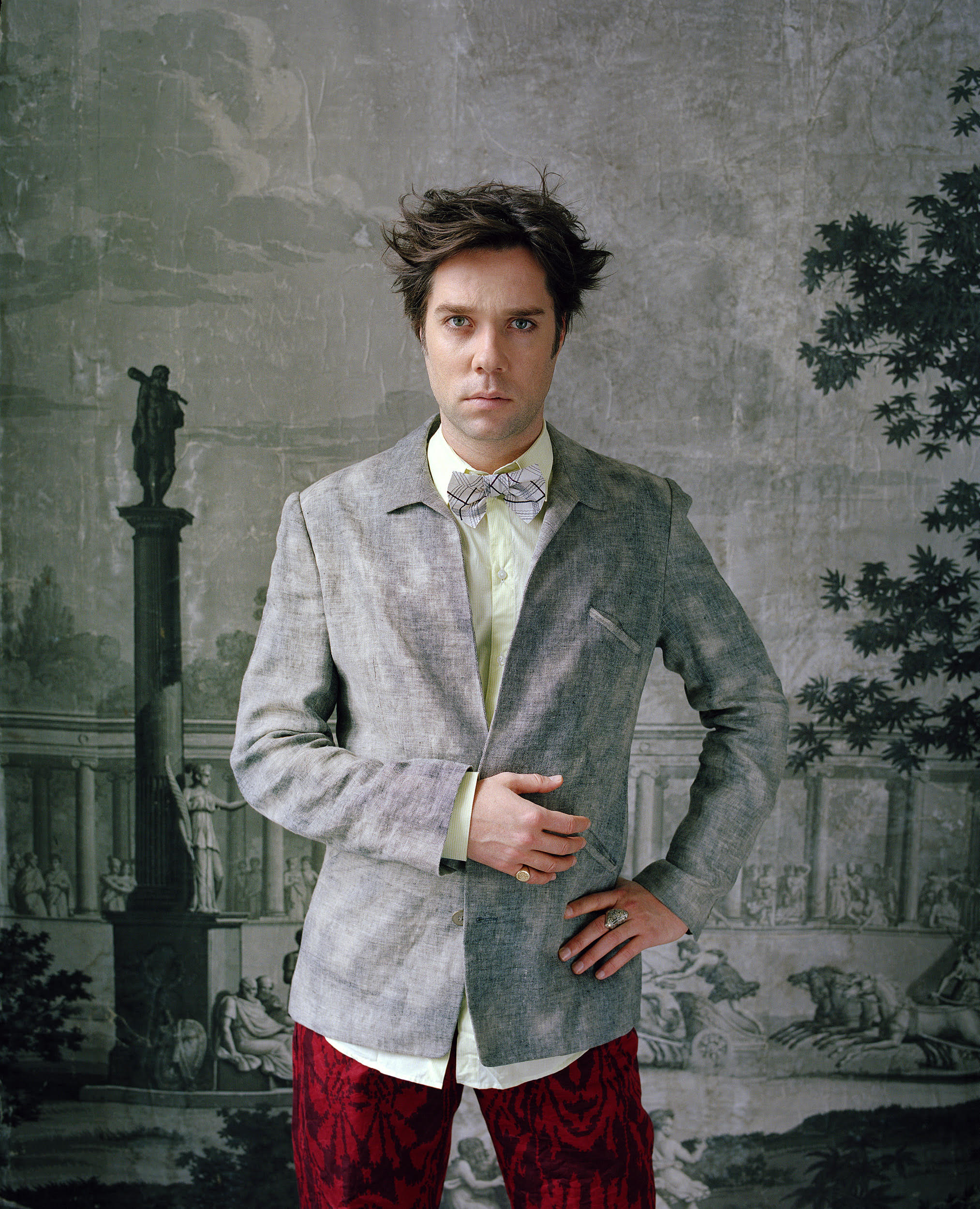
Rufus Wainwright porträtiert von Oliver Mark, Berlin 2010

Rufus McGarrigle Wainwright (* 22. Juli 1973 in Rhinebeck, New York) ist ein US-amerikanisch-kanadischer Singer-Songwriter und Komponist. Er hat zehn Studioalben und mehrere Songs für Filmsoundtracks aufgenommen, zwei klassische Opern komponiert und für ein Theaterstück des Regisseurs Robert Wilson Shakespeare-Sonette vertont.

## Leben
Rufus Wainwright kam als erstes Kind der Folkmusiker Loudon Wainwright III und Kate McGarrigle zur Welt. Seine jüngere, 1976 geborene Schwester Martha ist ebenfalls Musikerin. Wainwright wuchs nach der Scheidung der Eltern mit seiner Mutter und seiner Schwester im frankokanadischen Montreal zweisprachig auf.
Bei einem Konzert in der Berliner Passionskirche lernte Wainwright seinen Lebensgefährten, den Berliner Theaterproduzenten Jörn Weisbrodt, kennen. Die beiden verlobten sich Ende 2010. Die Hochzeit fand am 23. August 2012 in Montauk auf Long Island statt.
Am 2. Februar 2011 kam Wainwrights Tochter in Los Angeles zur Welt. Die Mutter ist Lorca Cohen, die Tochter von Leonard Cohen.
Rufus Wainright und Jörn Weisbrodt leben, nach mehreren gemeinsamen Jahren in New York City, mittlerweile in einem Landhaus im Laurel Canyon in Los Angeles. Anfang 2024 wurde das Haus zum Verkauf angeboten.

## Karriere

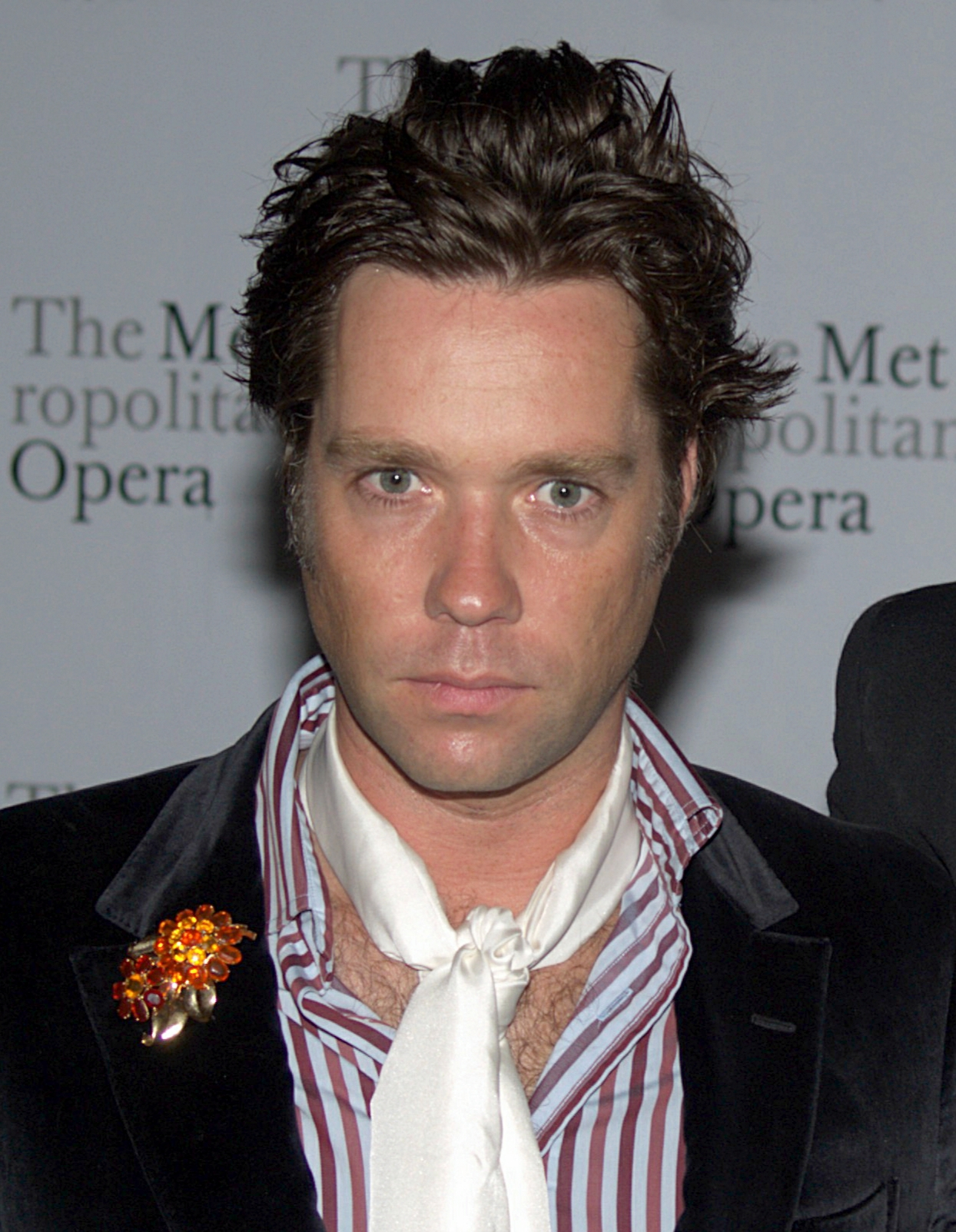
Rufus Wainwright (2010)

### Anfänge
Mit sechs Jahren begann Wainwright Klavier zu spielen. Mit 13 tourte er mit seiner drei Jahre jüngeren Schwester Martha, seiner Mutter und seiner Tante Anna als The McGarrigle Sisters and Family. Er besuchte kurzzeitig die McGill-Universität, wo er sowohl klassisches Klavier als auch „Rock“-Piano studierte. Mit 14 Jahren begann er, sich für Opern zu interessieren. Er begeisterte sich aber auch für Künstler wie Édith Piaf, Al Jolson und Judy Garland.
Für sein Lied I’m a-runnin’, das in dem Film Tommy Tricker and the Stamp Traveller verwendet wurde, war er 1989 für den Genie Award in der Kategorie Bester Originalsong nominiert; 1990 war er als vielversprechendster männlicher Vokalist für einen Juno Award nominiert.
Nach regelmäßigen Auftritten in Clubs in Montreal produzierte Wainwright mehrere Demos. Eines davon wurde von Van Dyke Parks an den DreamWorks-Vertreter Lenny Waronker weitergeleitet. Rufus Wainwright wurde im Januar 1996 von DreamWorks unter Vertrag genommen. Im Herbst desselben Jahres begann er in Los Angeles damit, sein Debütalbum aufzunehmen.

### Karriere als Singer-Songwriter
“Rufus Wainwright” erschien im Mai 1998. Es wurde von der Kritik positiv aufgenommen und im Rolling Stone als eines der besten Alben des Jahres besprochen. Gleiches widerfuhr seinem zweiten Album Poses, das im Juni 2001 herauskam. Die Songs für letzteres schrieb er während eines sechsmonatigen Aufenthalts im New Yorker Chelsea Hotel.
Wainwright wurde einem breiteren Publikum in Nordamerika bekannt, als er mit seiner Band 2001/02 als Vorgruppe für Tori Amos spielte. Danach tourte er als Hauptact, eröffnete aber auch für Sting und Keane und trat im Sommer 2004 gemeinsam mit Ben Folds und Guster auf.
2003 und 2004 erschienen die beiden Alben Want One und Want Two, deren Material im selben Zeitraum aufgenommen worden war.
Am 15. Mai 2007 erschien auf Geffen sein fünftes Album mit dem Titel Release the Stars. Die Lieder für dieses Album hatte Wainwright im Sommer 2006 in Berlin unter der Aufsicht von Pet Shop Boy Neil Tennant aufgenommen.
Sein sechstes Studioalbum, All Days Are Nights: Songs for Lulu, erschien am 12. April 2010. Es enthält zwölf Songs mit reiner Klavierbegleitung, darunter drei seiner vertonten Sonette und die Schlussarie seiner Oper Prima Donna.
Im Juli 2011 erschien das Boxset House of Rufus, das 13 CDs und sechs DVDs umfasst. Neben seinen sechs Studioalben befinden sich darauf unter anderem seine Originaldemos, bisher unveröffentlichtes Material und Kooperationen mit Freunden und der Familie. Begleitet wurde der Verkaufsstart des Boxsets von fünf Konzerten im Londoner Royal Opera House, die vom 18. Juli 2011 bis zum 23. Juli 2011 stattfanden.
Out of the Game, das von Mark Ronson produziert wurde, erschien im April 2012. Das Album erreichte Platz 22 der deutschen Albumcharts, Wainwrights bislang beste Platzierung dort. Im Laufe der dazugehörigen Tour trat er am 17. Mai 2012 im Rahmen der Konzertserie „Live from the Artists Den“ in der Church of the Ascension in New York auf. Das Konzert wurde im März 2014 auf DVD, Blu-ray Disc und CD veröffentlicht.
Ebenfalls im März 2014 erschien Wainwrights erstes „Best of“-Album Vibrate: The Best of Rufus Wainwright.
Nach einigen Alben, die der klassischen Musik zuzurechnen waren, erschien im Juli 2020 Unfollow the Rules, das Wainwright laut ByteFM als „Beginn eines zweiten Akts seiner Karriere“ bezeichnet, in dem „alle dispersen Elemente seiner Karriere zusammenlaufen“.

### Themen

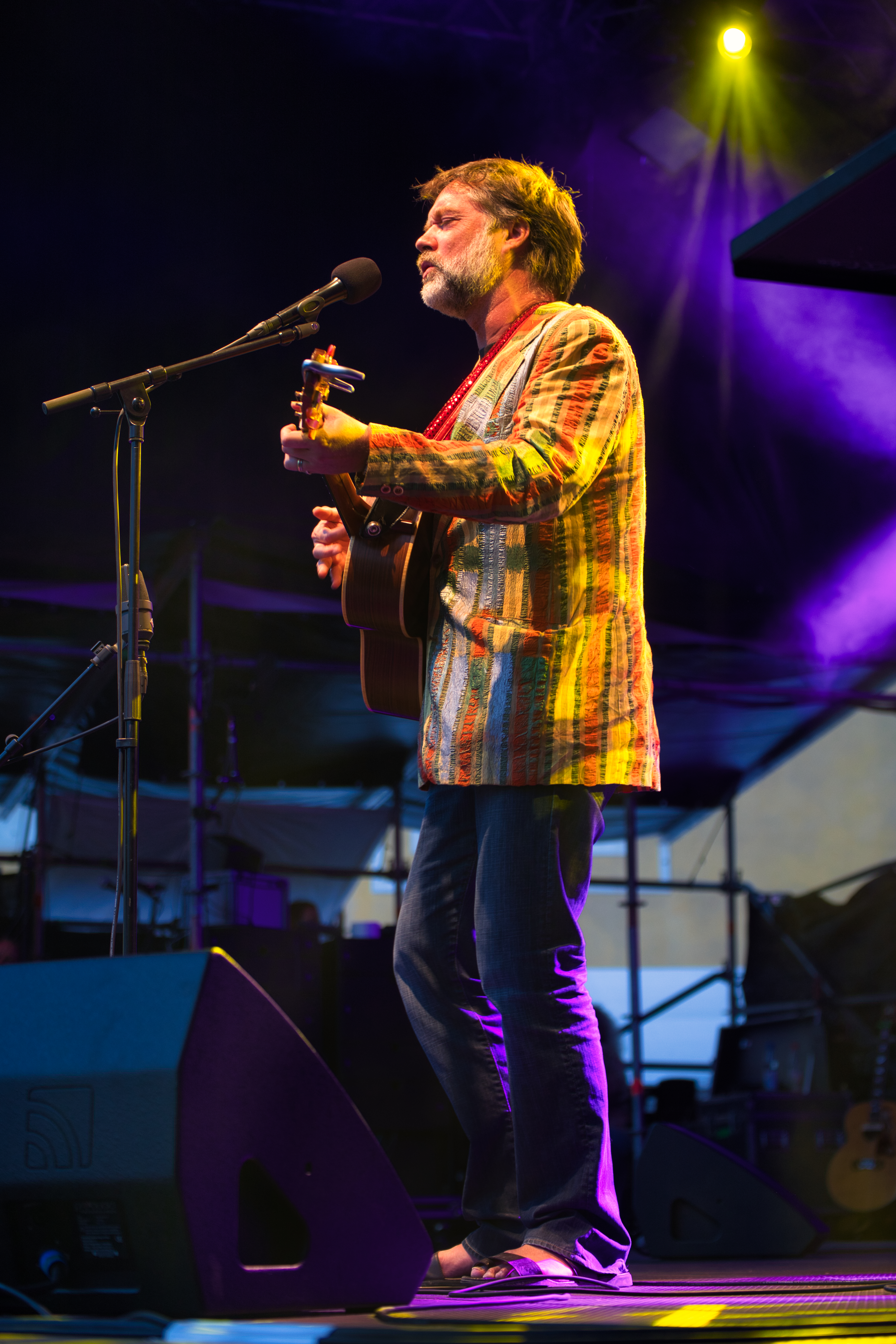
Rufus Wainwright auf dem Rudolstadt-Festival (2022)

In seinen Konzerten tritt Wainwright oft solo auf, wobei er Klavier und Gitarre spielt. Er tourt aber auch mit Band, zu der zeitweilig Rachel Eckroth gehörte. Bei seinen Studioaufnahmen kommen jedoch verschiedene Instrumente bis hin zum großen Orchester zum Einsatz.
In den Songs spiegelt sich Wainwrights anhaltende Begeisterung für die Oper wider. Die Texte sind voller Anspielungen auf Opern, Literatur und Popkultur. In dem Stück Barcelona erscheint eine kurze Textpassage aus der Oper Macbeth von Giuseppe Verdi. Einige seiner Stücke wurden als Popera (Pop Opera) beschrieben oder auch Baroque Pop.
Mit 14 Jahren bekannte sich Wainwright erstmals zu seiner Homosexualität, die sich auch in seiner Musik widerspiegelt. Er interessiert sich für schwule Kulturtradition in allen künstlerischen Bereichen, an die er anknüpfen möchte. So bezieht er sich u. a. auf Oscar Wilde, Gertrude Stein, Evelyn Waugh und Jean Cocteau.
Wainwrights Album Want Two (2004) enthält politische Anspielungen auf den Irakkrieg und die Homophobie der US-Republikaner. 

### Sonstige Arbeiten
2002 hatte Wainwright Gastrollen in den Sitcoms Absolutely Fabulous und Frasier. 2004 gab es einen Kurzauftritt gemeinsam mit seinem Vater und seiner Schwester in Martin Scorseses Film The Aviator. Im selben Jahr übernahm er eine kleine Rolle in Chris Terrios Spielfilm Heights.
Am 14. und 15. Juni 2006 gab Wainwright in der legendären New Yorker Carnegie Hall ein Konzert zu Ehren von Schwulen-Ikone Judy Garland. Das Konzert glich dem berühmten Carnegie-Hall-Konzert von Judy Garland von 1961 – von der Setlist bis in kleine Einzelheiten. Bei diesem Konzert wurde Rufus Wainwright unter anderem von seiner Mutter Kate McGarrigle, seiner Schwester Martha Wainwright und der Tochter von Judy Garland, Lorna Luft, begleitet. Das Originalkonzert von 1961 hatten damals seine Großeltern väterlicherseits persönlich besucht.
2008 entwarf Wainwright für H&M in der Kollektion FASHION against AIDS ein Kleidungsstück.
2009 komponierte er die Musiken für Robert Wilsons „Shakespeares Sonette“ am Berliner Ensemble.
Wainwright komponierte mit Prima Donna seine erste Oper, die einen Tag aus dem Leben einer alternden Opernsängerin zum Inhalt hat. Er erhielt hierfür 2006 einen Auftrag der Metropolitan Opera in Kooperation mit dem Lincoln Center Theatre in New York. Das Libretto wurde von Wainwright gemeinsam mit einem Freund auf Französisch verfasst. Nachdem es Meinungsverschiedenheiten über die Sprache der Oper gegeben hatte, beendeten Wainwright und die Met ihre Zusammenarbeit. Die Oper hatte schließlich 2009 auf dem Manchester International Festival Premiere. Im Frühjahr 2012 wurde Prima Donna schließlich in New York aufgeführt, und zwar an der New York City Opera. Im März 2014 startete Wainwright eine erfolgreiche Kampagne auf Pledge Music, um die Aufnahme seiner ersten Oper mit dem BBC Symphony Orchestra zu finanzieren. Die CD ist im September 2015 bei Deutsche Grammophon erschienen.
Mit David Byrne hat er ein Duett für Tenor und Bariton von Georges Bizet aufgenommen.
Seine zweite Oper Hadrian hatte zur Eröffnung der Saison 2018 der Canadian Opera Company Premiere. Das Libretto schrieb der kanadische Dramatiker Daniel MacIvor.

## Diskografie

### Studioalben
| Jahr | Titel                                    | Höchstplatzierung, Gesamtwochen, AuszeichnungChartplatzierungen (Jahr, Titel, Platzierungen, Wochen, Auszeichnungen, Anmerkungen) | Höchstplatzierung, Gesamtwochen, AuszeichnungChartplatzierungen (Jahr, Titel, Platzierungen, Wochen, Auszeichnungen, Anmerkungen) | Höchstplatzierung, Gesamtwochen, AuszeichnungChartplatzierungen (Jahr, Titel, Platzierungen, Wochen, Auszeichnungen, Anmerkungen) | Höchstplatzierung, Gesamtwochen, AuszeichnungChartplatzierungen (Jahr, Titel, Platzierungen, Wochen, Auszeichnungen, Anmerkungen) | Höchstplatzierung, Gesamtwochen, AuszeichnungChartplatzierungen (Jahr, Titel, Platzierungen, Wochen, Auszeichnungen, Anmerkungen) | Anmerkungen                                                           |
| Jahr | Titel                                    | DE | AT | CH | UK | US | Anmerkungen                                                           |
| ---- | ---------------------------------------- | --- | --- | --- | --- | --- | --------------------------------------------------------------------- |
| 1998 | Rufus Wainwright                         | — | — | — | UK— SilberUK | — | Erstveröffentlichung: 19. Mai 1998                                    |
| 2001 | Poses                                    | — | — | — | UK— SilberUK | US117 (1 Wo.)US | Erstveröffentlichung: 5. Juni 2001                                    |
| 2003 | Want One                                 | — | — | — | UK88 Gold · (1 Wo.)UK | US60 (4 Wo.)US | Erstveröffentlichung: 23. September 2003                              |
| 2004 | Want Two                                 | — | — | — | UK21 Silber · (6 Wo.)UK | US103 (1 Wo.)US | Erstveröffentlichung: 16. November 2004                               |
| 2007 | Release the Stars                        | DE45 (2 Wo.)DE | AT72 (1 Wo.)AT | — | UK2 Gold · (7 Wo.)UK | US23 (5 Wo.)US | Erstveröffentlichung: 15. Mai 2007                                    |
| 2010 | All Days Are Nights: Songs for Lulu      | — | AT75 (1 Wo.)AT | — | UK21 (2 Wo.)UK | US75 (1 Wo.)US | Erstveröffentlichung: 23. März 2010                                   |
| 2012 | Out of the Game                          | DE22 (2 Wo.)DE | AT32 (2 Wo.)AT | CH59 (1 Wo.)CH | UK5 (3 Wo.)UK | US35 (3 Wo.)US | Erstveröffentlichung: 20. April 2012                                  |
| 2015 | Prima Donna                              | — | — | — | — | — | Erstveröffentlichung: 21. September 2015 Aufnahme seiner ersten Oper. |
| 2016 | Take All My Loves: 9 Shakespeare Sonnets | — | — | — | — | — | Erstveröffentlichung: 22. April 2016                                  |
| 2020 | Unfollow the Rules                       | DE28 (1 Wo.)DE | AT29 (1 Wo.)AT | CH10 (1 Wo.)CH | UK27 (1 Wo.)UK | — | Erstveröffentlichung: 10. Juli 2020                                   |
| 2023 | Folkocracy                               | — | — | — | — | — | Erstveröffentlichung: 2. Juni 2023                                    |

### Weitere Alben
| Jahr | Titel                                           | Höchstplatzierung, Gesamtwochen, AuszeichnungChartplatzierungen (Jahr, Titel, Platzierungen, Wochen, Auszeichnungen, Anmerkungen) | Höchstplatzierung, Gesamtwochen, AuszeichnungChartplatzierungen (Jahr, Titel, Platzierungen, Wochen, Auszeichnungen, Anmerkungen) | Höchstplatzierung, Gesamtwochen, AuszeichnungChartplatzierungen (Jahr, Titel, Platzierungen, Wochen, Auszeichnungen, Anmerkungen) | Höchstplatzierung, Gesamtwochen, AuszeichnungChartplatzierungen (Jahr, Titel, Platzierungen, Wochen, Auszeichnungen, Anmerkungen) | Höchstplatzierung, Gesamtwochen, AuszeichnungChartplatzierungen (Jahr, Titel, Platzierungen, Wochen, Auszeichnungen, Anmerkungen) | Anmerkungen                                         |
| Jahr | Titel                                           | DE | AT | CH | UK | US | Anmerkungen                                         |
| ---- | ----------------------------------------------- | --- | --- | --- | --- | --- | --------------------------------------------------- |
| 2005 | Want                                            | — | — | — | — | — | Erstveröffentlichung: 27. November 2005 Kompilation |
| 2007 | Rufus Does Judy at Carnegie Hall                | — | — | — | — | US171 (1 Wo.)US | Erstveröffentlichung: 4. Dezember 2007 Livealbum    |
| 2009 | Milwaukee at Last!!!                            | — | — | — | — | — | Erstveröffentlichung: 22. September 2009 Livealbum  |
| 2011 | House of Rufus                                  | — | — | — | — | — | Erstveröffentlichung: 18. Juli 2011 Kompilation     |
| 2014 | Vibrate: The Best of                            | — | — | — | UK39 (1 Wo.)UK | — | Erstveröffentlichung: 28. Februar 2014 Kompilation  |
| 2014 | Live from the Artists Den                       | — | — | — | — | — | Erstveröffentlichung: 3. März 2014 Livealbum        |
| 2021 | Unfollow the Rules: The Paramour Session        | — | — | — | — | — | Erstveröffentlichung: 10. September 2021 Livealbum  |
| 2021 | Rufus Wainwright and Amsterdam Sinfonietta Live | — | — | — | — | — | Erstveröffentlichung: 26. November 2021 Livealbum   |
| 2021 | Rufus Does Judy at Capitol Studios              | — | — | — | — | — | Erstveröffentlichung: 10. Juni 2022 Livealbum       |

### EPs
| Jahr | Titel                              | Anmerkungen                            |
| ---- | ---------------------------------- | -------------------------------------- |
| 2004 | Waiting for a Want                 | Erstveröffentlichung: 29. Juni 2004    |
| 2005 | Alright, Already: Live in Montréal | Erstveröffentlichung: 15. März 2005    |
| 2007 | Tiergarten                         | Erstveröffentlichung: 29. Oktober 2007 |

### Videoalben
| Jahr | Titel                          | Anmerkungen                             |
| ---- | ------------------------------ | --------------------------------------- |
| 2004 | Live at the Fillmore           | Erstveröffentlichung: 16. November 2004 |
| 2005 | All I Want                     | Erstveröffentlichung: 8. April 2005     |
| 2007 | Live from the London Palladium | Erstveröffentlichung: 3. Dezember 2007  |

### Singles
| Jahr | Titel Album                       | Höchstplatzierung, Gesamtwochen, AuszeichnungChartplatzierungen (Jahr, Titel, Album, Platzierungen, Wochen, Auszeichnungen, Anmerkungen) | Höchstplatzierung, Gesamtwochen, AuszeichnungChartplatzierungen (Jahr, Titel, Album, Platzierungen, Wochen, Auszeichnungen, Anmerkungen) | Höchstplatzierung, Gesamtwochen, AuszeichnungChartplatzierungen (Jahr, Titel, Album, Platzierungen, Wochen, Auszeichnungen, Anmerkungen) | Höchstplatzierung, Gesamtwochen, AuszeichnungChartplatzierungen (Jahr, Titel, Album, Platzierungen, Wochen, Auszeichnungen, Anmerkungen) | Höchstplatzierung, Gesamtwochen, AuszeichnungChartplatzierungen (Jahr, Titel, Album, Platzierungen, Wochen, Auszeichnungen, Anmerkungen) | Anmerkungen                         |
| Jahr | Titel Album                       | DE | AT | CH | UK | US | Anmerkungen                         |
| ---- | --------------------------------- | --- | --- | --- | --- | --- | ----------------------------------- |
| 2004 | I Don’t Know What It Is Want One  | — | — | — | UK74 (1 Wo.)UK | — | Erstveröffentlichung: 26. Juli 2004 |
| 2007 | Going to a Town Release the Stars | — | — | — | UK54 (3 Wo.)UK | — | Erstveröffentlichung: 3. April 2007 |
| 2007 | Hallelujah Shrek (O.S.T.)         | — | — | — | UK97 (2 Wo.)UK | — | Erstveröffentlichung: Mai 2007      |

### Einzelbeiträge
- 1989: I’m Running – Soundtrack to the Motion Picture Tommy Tricker and the Stamp Traveller
- 1997: Le Roi D’Ys und On the Banks of the Wabash – Soundtrack zum Spielfilm The Myth of Fingerprints
- 1998: Schooldays, What’ll I Do?, Heartburn, Talk to Me of Mendocino, Goodnight Sweetheart und Backgroundgesang auf diversen anderen Tracks – The McGarrigle Hour
- 1999: Instant Pleasure – Soundtrack zum Spielfilm Big Daddy
- 2001: Complainte de la Butte – Soundtrack zum Spielfilm Moulin Rouge!
- 2001: He Ain’t Heavy, He’s My Brother – Soundtrack zum Spielfilm Zoolander
- 2002: Across the Universe – Soundtrack zum Spielfilm Ich bin Sam
- 2002: When in disgrace with fortune and men’s eyes – When Love Speaks
- 2002: Across the Universe (mit Moby und Sean Lennon), „This Boy“ (mit Sean Lennon) – Come Together – A night for John Lennon’s words and music
- 2003: It’s Only a Paper Moon und I Wonder What Became of Me – Stormy Weather: The Music of Harold Arlen
- 2004: I Eat Dinner (mit Dido) – Soundtrack zum Spielfilm Bridget Jones – Am Rande des Wahnsinns
- 2004: I’ll Build A Stairway To Paradise – Soundtrack zum Spielfilm Aviator
- 2005: King of the Road (mit Teddy Thompson) und „The Maker Makes“ – Soundtrack zum Spielfilm Brokeback Mountain
- 2005: Peach Trees – Soundtrack zum Spielfilm Couchgeflüster
- 2005: Go Ask Shakespeare – At This Time (Burt Bacharach album)
- 2008: Albatross (Judy-Collins-Cover) – Born to the Breed: A tribute to Judy Collins
- 2009: Wonderful/Song For Children (Cover von Brian Wilsons Smile) – Kompilation „War Child – Heroes Vol.1“
- 2011: Je suis venu te dire que je m’en vais (Serge Gainsbourg-Cover) – From Gainsbourg to Lulu
- 2012: Instead of the Dead – Kompilation „Every Mother Counts 2012“
- 2012: Metaphorical Blanket – Any Day Now Soundtrack
- 2013: Swings Both Ways – Duett mit Robbie Williams auf dem gleichnamigen Album
- 2016: Hotel Crazy – Duett mit Robbie Williams auf dem Album „The Heavy Entertainment Show“

## Auszeichnungen und Nominierungen
Juno Awards:
- 1990: nominiert als „Most Promising Male Vocalist of the Year“
- 1999: „Best Alternative Album“ für Rufus Wainwright
- 2002: nominiert als „Best Songwriter“ für Poses, Cigarettes and Chocolate Milk und Grey Gardens
- 2002: „Best Alternative Album“ für Poses
- 2005: nominiert als „Adult Alternative Album of the Year“ für Want Two
- 2008: nominiert als „Adult Alternative Album of the Year“ für Release the stars
- 2008: nominiert als „Songwriter of the Year“ für Going to a town, Release the stars und Do I disappoint you

Genie Awards:
- 1989: nominiert als „Best Original Song“ mit I’m A Runnin’

Andere:
- 1999: „Outstanding Music Album“ für Rufus Wainwright, GLAAD Media Awards
- 1999: „Debut Album of the Year“, Gay/Lesbian American Music Awards
- 2002: „Outstanding Music Album“ für Poses, GLAAD Media Awards
- 2004: „Outstanding Music Artist“ für Want One, GLAAD Media Awards
- 2004: nominiert beim Shortlist Music Prize
- 2007: Baloise Session Award: Musician’s Musician Award[25]
- 2008: Stephen F. Kolzak Award, GLAAD Media Awards
- 2008: „Outstanding Music Artist“ für Release the Stars, GLAAD Media Awards
- 2008: nominiert als „Best International Male Solo Artist“ bei den Brit Awards
- 2006, 2008: nominiert als „Best International Male Artist“ bei den Meteor Awards
- 2008, 2010: nominiert als „Bester Live Act“, MOJO Magazin
- 2009 – nominiert als „Best Traditional Pop Vocal Album“ mit „Rufus Does Judy At Carnagie Hall“ bei den Grammy Awards

## Trivia
In dem Buch Slam von Nick Hornby wird das Kind des Hauptcharakters nach dem Künstler benannt.